# Plano Baker
O Plano Baker (formalmente, Plano de Paz para a Autodeterminação do Povo do Saara Ocidental) é uma iniciativa das Nações Unidas de conceder a autodeterminação para o Saara Ocidental. Foi destinado a substituir o "Plano de Regularização" de 1991, que foi mais detalhado no Acordos de Houston de 1997.
Desde o início de 2005, a ONU não se referiu ao plano em seus relatórios, e agora parece que grande parte está morta. Nenhum plano   substitutivo existe; no entanto, persistem preocupações de que o vácuo político possa resultar em novos combates. O Marrocos defende a autonomia para o território como uma solução definitiva para o conflito.[carece de fontes?]